# Дорка (Псковская область)
Дорка — деревня в Локнянском районе Псковской области России. Входит в состав Локнянской волости.
Расположена в 1 км к северо-востоку от райцентра Локня.
Численность населения деревни составляла 49 жителей в 2000 году, 45 жителей в 2011 году.